# Nicolás Tauber
Nicolás Tauber (La Plata, Provincia de Buenos Aires, Argentina; 20 de agosto de 1980) es un exfutbolista argentino. Jugaba como arquero y su primer equipo fue Estudiantes de La Plata. Su último club antes de retirarse fue Villa San Carlos.

## Trayectoria
Entre los años 1997 y 2003 fue arquero de Estudiantes de La Plata. Ese mismo año, sus pocas pero buenas actuaciones en el "pincharrata" tentaron a los dirigentes del Maccabi Netanya, un equipo israelí donde jugó 27 partidos hasta el año siguiente que volvió a la Argentina, para defender el arco de Unión de Santa Fe en la segunda división de su país.
En 2005 pasaría a jugar en Almagro, donde permaneció allí hasta 2008. Ya que el equipo tricolor de José Ingenieros no estaba atravesando un buen momento en lo deportivo, las buenas actuaciones y la experiencia de Nicolas Tauber tentaron a Chacarita Juniors a hacerse con sus servicios, y así, en 2008 se sumaría al equipo de San Martín, para emprender el sueño que finalmente logró cumplir, ascender a la Primera División. Jugó 5 años en el "funebrero", convirtiéndose en ídolo de la institución. Tauber sufrió posteriormente, dos descensos con Chacarita. Uno de Primera División a la B Nacional, y otro del Nacional a la tercera división. A fines de 2012, se le realizó una intervención quirúrgica relacionada con el desgarro en el tendón supraespinoso, de su hombro izquierdo. Tauber no pudo recuperar su puesto como titular luego de la operación y decidió emigrar a mediados de 2013. Contabilizó en el club un total de 142 partidos, en los que fue reemplazado en uno por cuestiones físicas. No fue expulsado en ninguna ocasión y lo amonestaron 16 veces, lo que demuestra su conducta intachable. Tauber tiene una gran simpatía por Chacarita y es socio de la institución.
En junio de 2013, Nueva Chicago decidió contratarlo luego de haber descendido a la tercera división de Argentina. En su primer semestre, Tauber disputó todos los partidos que su equipo jugó, incluso el día que su hijo nacía. Durante la segunda rueda del torneo, el arquero sufrió una fuerte conjuntivitis que lo alejó de las canchas por varias semanas. Chicago consiguió ganar el campeonato de la Primera B Metropolitana, siendo Tauber una pieza fundamental, jugando 35 partidos (uno de ellos por Copa Argentina) a lo largo de la temporada. Para la temporada siguiente, atajaría tan solo en 3 encuentros. Luego no asistió al banco de suplentes en ninguna oportunidad aunque se mantuvo entrenando junto al plantel en todo momento. Su equipo lograría el ascenso a Primera División. Disputó 4 partidos en el torneo 2015, algunos con buenos rendimientos y otros con malos, y su equipo terminó descendiendo a la Primera B Nacional.
En enero de 2016, firma contrato con el Tristán Suárez de la Primera B Metropolitana, tercera división del fútbol argentino.
En julio de 2017 se confirma su vínculo con Deportivo Laferrere de la Primera C.

## Clubes
| Club                    | País      | Año       |
| ----------------------- | --------- | --------- |
| Estudiantes de La Plata | Argentina | 1997-2003 |
| Maccabi Netanya         | Israel    | 2003-2004 |
| Unión de Santa Fe       | Argentina | 2004-2005 |
| Almagro                 | Argentina | 2005-2008 |
| Chacarita Juniors       | Argentina | 2008-2013 |
| Nueva Chicago           | Argentina | 2013-2015 |
| Tristán Suárez          | Argentina | 2016-2017 |
| Deportivo Laferrere     | Argentina | 2017-2018 |
| Villa San Carlos        | Argentina | 2018-2021 |

## Palmarés

### Campeonatos nacionales
| Título                  | Club          | País      | Año  |
| ----------------------- | ------------- | --------- | ---- |
| Primera B Metropolitana | Nueva Chicago | Argentina | 2014 |

### Otros logros
| Título                       | Club              | País      | Año  |
| ---------------------------- | ----------------- | --------- | ---- |
| Ascenso a Primera División   | Chacarita Juniors | Argentina | 2009 |
| Ascenso a Primera División   | Nueva Chicago     | Argentina | 2014 |
| Ascenso a la B Metropolitana | Villa San Carlos  | Argentina | 2019 |